# Орбелі
Орбелі (груз. ორბელი) — село в Грузії.
За даними перепису населення 2014 року в селі проживає 705 осіб.